# استیون کراسنر
استیون کراسنر (به انگلیسی: Stephen Krasner) (متولد ۱۵ فوریه ۱۹۴۲، نیویورک) استاد روابط بین‌الملل در دانشگاه استنفورد می‌باشد. وی از سال ۲۰۰۵ تا آوریل ۲۰۰۷ مدیر سیاست‌گذاری در وزارت امور خارجه ایالات متحده بود. او همچنین عضو ارشد مؤسسه هوور در دانشگاه استنفورد است.

## پی نوشت‌ها
1. ↑  «نسخه آرشیو شده». بایگانی‌شده از اصلی در ۲۷ دسامبر ۲۰۱۳. دریافت‌شده در ۲۶ دسامبر ۲۰۱۳.